# Воссинансаари
Воссинансаари, Воссанансаари, Воссинойсаари, Воссинойсари, Вощано́й, Воща́ный, Восси́ный, Ти́хвинский, устар. фин. Vossinoinsaari) — небольшой остров в Ладожском озере, часть Западного архипелага. Территориально принадлежит Лахденпохскому району Карелии, Россия.
Остров вытянулся с северо-запада на юго-восток на 3 км, ширина 0,9 км. Покрыт лесами. В 5 км от острова расположена банка Мерихарьюнматала.

## История
В XVI веке остров принадлежал Коневскому монастырю. Вероятно, на нём находился скит.
В XVII веке шведы разрушили все монастыри Корельского уезда, скит на острове запустел, а братия Коневского монастыря уехала в Новгород.
После возвращения в 1721 году Корельского уезда в состав России, было принято решение восстановить некогда знаменитый Коневский монастырь. 11 июня 1717 года настоятель Воскресенского Деревяницкого монастыря (Новгород) архимандрит Иоанникий с братией обратились к Государю с прошением вернуть им «по-прежнему во владение» Коневской и Вощаной острова. Высочайшая жалованная грамота, закреплявшая Коневец за иноками, была отослана кексгольмскому коменданту А. И. Леонтьеву 6 мая 1718 года.
При восстановлении Коневского монастыря отцом Тихоном: «В 1718 году была построена часовня для рыбаков с деревянным крестом па острове Вощаном».
31 марта (11 апреля) 1720 года Петр I издал специальную грамоту, в которой пожаловал Коневскому монастырю Вощаной остров. Впоследствии, в первой половине XIX века, на острове обосновалась небольшая женская обитель святой Вассии (вероятно, во имя преподобной Вассы Псково-Печерской, преставившейся в 1473 году), но она существовала недолго.
В первой половине XIX века на Вощаном недолгое время существует женская монастырская обитель. В 1866 году Воссинансаари приобретает у финляндских властей игумен Валаамского монастыря Дамаскин (Кононов).
В конце 1895 года, при игумене Гаврииле, на острове, на месте деревянной часовни, началось строительство Тихвинского скита, благодаря чему остров получает название Тихвинский. Небольшая каменная Церковь Тихвинской иконы Божией Матери с колокольней была освящена в 1897 году. Для 10 человек монастырской братии во главе с иеромонахом построили двухэтажный деревянный дом. Кроме того, на острове находилось несколько небольших домиков: «Для приюта приезжающих сюда осенью рыбаков, как монастырских, так и береговых, для ловли пальи и сигов, находящихся здесь в большом изобилии. На острове разведён фруктовый сад и огород и проведена вокруг всего острова дорога».
В 1919 году, когда Валаамскому монастырю пришлось закрыть многие скиты, богослужение на острове ещё проводилось, правда, в сокращённом виде. В июле следующего, 1920 года скитские насельники всё ещё оставались на острове, потом их сменили сначала финские, а затем и советские военные. Из добротного старинного кирпича, добытого здесь, многие приозерцы выложили себе на дачах печи. Красный камень фундамента был использован при возведении подпорных стен на контрольно-пропускном пункте воинской части в посёлке Сторожевое.
27 февраля 1996 года был создан заказник Западный архипелаг, куда вошёл в том числе и остров Воссинойсаари.